# Claudio Bravo (argentyński piłkarz)
Claudio Nicolás Bravo (ur. 13 marca 1997 w Lomas de Zamora) – argentyński piłkarz występujący na pozycji lewego obrońcy, od 2021 roku zawodnik amerykańskiego Portland Timbers.